# Kurier (Verfahren)
Das Kurzsignalverfahren Kurier war eine Methode zur drahtlosen Nachrichtenübertragung, die von der deutschen Kriegsmarine in der Endphase des Zweiten Weltkriegs  eingeführt wurde. Um die Gefahr des Einpeilens durch alliierte Kriegsschiffe zu verhindern, wurden die zu sendenden Nachrichten stark komprimiert und die Länge der Funksendungen auf eine Zeitdauer von weniger als eine halbe Sekunde reduziert.

## Hintergrund
Die deutsche Seekriegsstrategie im Zweiten Weltkrieg hatte zum Ziel, durch Unterbinden des alliierten Nachschubs an Großbritannien, diesen Kriegsgegner „auszuhungern“, so zur Aufgabe zu zwingen und als Feind auszuschalten. Da das Vereinigte Königreich sich aufgrund seiner Insellage nicht autark versorgen konnte, sondern auf die Versorgung von überlebenswichtigen Gütern aller Art, wie Lebensmittel, Rohstoffe und militärische Güter, über den Seeweg angewiesen war, unterhielt es eine große Handelsflotte. Zu Beginn des Zweiten Weltkriegs umfasste diese etwa dreitausend Schiffe mit einer Gesamt-Tonnage von rund 17,7 Millionen Tonnen. Diese Handelsschiffe wurden durch die deutschen U-Boote angegriffen und in großer Zahl versenkt (siehe auch U-Boot-Krieg).
Als Gegenmaßnahme führte die Royal Navy – wie schon im Ersten Weltkrieg erfolgreich durchgeführt – das Konvoi-System ein, das heißt, sie ließ die Handelsschiffe im Verband als Geleitzüge fahren und durch Kriegsschiffe eskortieren. Die deutsche Gegenseite führte ihrerseits die „Rudeltaktik“ ein, bei der nach Sichten eines Geleitzugs durch ein einzelnes U-Boot, dieses nicht sofort angriff, sondern nur „Fühlung hielt“ und über Funk in Zusammenarbeit mit dem Befehlshaber der U-Boote (BdU) als Kommandozentrale weitere U-Boote an den Geleitzug heranführte, bevor alle zusammen wie ein „Wolfsrudel“ die Schiffe des Geleitzugs gemeinsam angriffen.
Voraussetzung für dieses koordinierte Vorgehen mehrerer U-Boote war die abhörsichere geheime Kommunikation untereinander und mit der Befehlsstelle des BdU. Dies gelang in den ersten Kriegsjahren und danach speziell im Jahr 1942, nachdem die U-Boote durch verbesserte Verschlüsselungsverfahren mithilfe der am 1. Februar 1942 eingeführten ENIGMA-M4 das Mitlesen der Alliierten unterbanden. In den ersten acht Monaten des Jahres 1942 beispielsweise wurden mehr als 4.000.000 Tonnen alliierten Schiffsraums versenkt, das waren pro Monat zwischen 60 und 108 Schiffe und im Mittel mehr als 500.000 Tonnen.
Im März des darauffolgenden Jahres steigerte sich diese Quote sogar auf 627.000 Tonnen, fiel dann jedoch zwei Monate später auf 264.000 Tonnen für den Mai 1943 zurück. Grund war das Wirksamwerden der alliierten Gegenmaßnahmen, wie das Einpeilen der U-Boote durch „Huff-Duff“ (Hochfrequenz-Peilgeräte auf den alliierten Kriegsschiffen) und die geglückte Entzifferung der deutschen M4-Funksprüche.
Während es der deutschen Seite während des gesamten Krieges (und noch fast dreißig Jahre danach) verborgen blieb, dass die Alliierten die ENIGMA-Verschlüsselung (unter dem Decknamen Ultra) gebrochen hatten, war die Gefahr des Einpeilens der deutschen U-Boote durch alliierte Funkmesstechnik durchaus bekannt. Als Gegenmaßnahme wurde deshalb das Kurier-System konzipiert, mit dessen Entwicklung ab Dezember 1943 Professor Karl Küpfmüller bei der Firma Telefunken befasst war.

## Technik
Zentraler Bestandteil einer Kurier-Sendeanlage war ein Impulsgeber, genannt KZG 44/2. Die Abkürzung KZG bedeutet Kurzzeichengeber und die beiden Zahlen weisen auf das Jahr 1944 sowie die Modellnummer 2 hin. Die benötigten kurzen Impulse wurden mithilfe einer Trommel von etwa 30 cm Durchmesser erzeugt, an deren Rand, über knapp drei Viertel des Umfangs gleichmäßig verteilt, sich 85 Elemente aus magnetisierbarem Weicheisen befanden (siehe Weblinks: „Das Kurzsignalverfahren Kurier“). Die Weicheisenkerne waren in radialer Richtung verschiebbar angeordnet und konnten von Hand in einer von zwei Positionen arretiert werden. In der inneren Position beeinflussten sie den Magnetfluss eines während des Sendevorgangs am inneren Rand der Trommel schnell vorbeilaufenden hufeisenförmigen Permanentmagneten, der ähnlich wie der Lesekopf eines Tonbandgerätes oder einer modernen Festplatte wirkte. In der äußeren Position hatten die Weicheisenelemente hingegen keine Wirkung auf den Magnetkopf.
Auf diese Weise konnten, je nach Stellung der 85 Eisenkerne, bis zu 85 Impulse erzeugt werden, von denen, je nach Nachrichteninhalt, einige fehlten. Es handelte sich somit um eine frühe Form der Puls-Code-Modulation, die auch in der heutigen Nachrichtentechnik noch von großer Bedeutung ist.
Zur Initialisierung und Synchronisierung des Empfängers wurde vor dem eigentlichen Nachrichtensignal ein sogenanntes Vorsignal gesendet. Hierzu wurden, auf gleiche Weise wie für das Nachrichtensignal beschrieben, 25 Startimpulse erzeugt. Im unteren Viertel der Trommel gab es dazu 25 fest angeordnete Weicheisenkerne, an denen der Lesekopf zu Beginn einer Sendung vorbeilief. Hierdurch entstanden 25 Impulse von jeweils 1 ms Länge in Abständen von 4 ms. Die Pulsfolgefrequenz betrug also 250 Hz und die Gesamtdauer des Startsignals war 97 ms. Nach diesem Vorsignal folgte eine Pause von 20 ms, bevor der erste Signalimpuls erschien. Aus technischen Gründen begann die eigentliche Signalübertragung stets mit einem Impuls. Das erste der 85 Eisenelemente war also stets gesetzt. Danach folgten bis zu maximal 84 weitere Impulse, die wahlweise – abhängig davon, wie der entsprechende Weicheisenkern gesetzt war – vorhanden oder nicht vorhanden sein konnten und so den eigentlichen Nachrichteninhalt übermittelten. (In moderner Sprache war so die Übertragung einer Nachricht mit bis zu 84 Bit Informationsgehalt möglich.) Wie beim Vorsignal, war auch beim Nachrichtensignal jeder Impuls 1 ms lang und die möglichen Pulse traten ebenso in einem zeitlichen Raster von 4 ms auf. Der letzte nutzbare Impuls (Nummer 85) erschien somit 84 · 4 ms = 336 ms nach dem ersten Impuls (Nummer 1). Das Nachrichtensignal hatte folglich eine Höchstlänge von 337 ms.
In Summe war die maximale Zeitdauer der Gesamtübertragung somit
97 ms + 20 ms + 337 ms = 454 ms
Je nach Nachrichteninhalt konnte das Signal auch bereits einige Millisekunden vor der oben angegebenen Höchstzeitdauer enden.
Die zur Nachrichtenübertragung nutzbaren Signalpulse wurden zur Übertragung von Morsezeichen wie folgt zusammengefasst. Ein Punkt wurde durch einen einzigen Impuls codiert, ein Strich durch zwei aufeinanderfolgende Pulse. Die zeitliche Lücke zwischen den einzelnen Elementen (Punkten und/oder Strichen) eines einzelnen Morsezeichens wurde durch einen fehlenden Puls dargestellt. Die etwas längere Pause zwischen den verschiedenen Morsezeichen (= einzelne Buchstaben) wurde durch zwei nacheinander ausfallende Impulse realisiert, während drei nacheinander fehlende Pulse den zeitlichen Trenner zwischen Buchstabengruppen darstellten.
Symbolisiert man das Auftreten eines der 1 ms langen Signalpulse durch eine „1“ und das alternativ mögliche Fehlen eines solchen Impulses mit einer „0“ und lässt die informationstechnisch irrelevanten 3 ms langen Pausen zwischen diesen Ereignissen bei der folgenden Binärdarstellung weg, dann ergibt sich beispielsweise für den Buchstaben A, dessen Morsecode .- (Punkt Strich) ist, beim Kurier-Verfahren die Pulsfolge „1011“. Das Wort ABBA als weiteres Beispiel, nun einer Nachricht aus vier Buchstaben (Morsecode von B ist -...), würde die folgende Pulsfolge bewirken: „101100110101010011010101001011“. Dieses Signal nutzt 30 der 85 Weicheisenkerne und seine Aussendung (inklusive Vorsignal) hätte 97 ms + 20 ms + 30 · 4 ms + 1 ms = 238 ms gedauert, also weniger als eine Viertelsekunde.
Als weitere Schutzmaßnahme gegen das Einpeilen der deutschen U-Boote wurden die Kurier-Signale – über die geschilderte Signalverkürzung hinaus – nicht auf einer festen Frequenz gesendet, sondern diese wurde anhand einer damals geheimen „Umsetztafel“ jeweils um einen Wert zwischen etwa 60 kHz und 400 kHz geändert. Da die Alliierten zunächst nicht über ausreichend breitbandige Panorama-Empfänger verfügten, um das komplette mögliche Frequenzband zu überwachen, gelang es den Deutschen so, den englischen Peilstationen zu „entwischen“. Erst nach Entwicklung neuer breitbandiger Empfänger schafften es die Briten, auch diese Schwierigkeit zu überwinden.

## Verfahren
Das Wetterkurzsignal bestand aus sieben Buchstaben, die symbolisch wie folgt angeordnet waren: „PDFWBBU“. Diese Nachricht wurde – wie oben beschrieben – als Impulsfolge gesendet, wobei die sieben Buchstaben im Einzelnen entsprechend ihrer individuellen Bedeutung zum Zweck der Datenkompression nach folgendem Verfahren eingesetzt wurden.
Der erste Buchstabe gab den Luftdruck an. Statt des symbolischen „P“ wurde ein Buchstabe aus der Tafel 1 (siehe unten) benutzt, die den insgesamt verfügbaren Alphabetbuchstaben eine Luftdruckangabe in Millibar zuordnete. Dabei wurden 25 Buchstaben des lateinischen Alphabets unter Aussparung des Buchstabens „x“, der als Sonderzeichen gebraucht wurde, doppelt genutzt, nämlich für den Bereich von 948 bis 996 Millibar und zusätzlich für 998 bis 1046 Millibar. Die Zuordnung auf den zutreffenden der beiden Luftdruckbereiche oblag dem Empfänger der Nachricht, der unter Kenntnis der ungefähren Wetterlage auf den richtigen der beiden möglichen Werte schloss. So gelang es, mit nur einem Buchstaben eine Luftdruckspanne von 948 mbar (und weniger) bis 1046 mbar (und mehr) zu überdecken und gleichzeitig eine ausreichend feine Diskretisierung in Schritten von 2 mbar zu erreichen. Es handelt sich also hier um eine polyphone Chiffrierung. Der ausgesparte Buchstabe „x“ war reserviert für den Fall eines defekten Barometers und signalisierte den Ausfall dieses Messwertes.
```
           
Tafel 1
```

```
P = Luftdruck in Zweiermillibaren
```

```
1046 mb = a    1020 mb = n    996 mb = a    970 mb = n
1044    = b    1018    = o    994    = b    968    = o
1042    = c    1016    = p    992    = c    966    = p
1040    = d    1014    = q    990    = d    964    = q
1038    = e    1012    = r    988    = e    962    = r
1036    = f    1010    = s    986    = f    960    = s
1034    = g    1008    = t    984    = g    958    = t
1032    = h    1006    = u    982    = h    956    = u
1030    = i    1004    = v    980    = i    954    = v
1028    = j    1002    = w    978    = j    952    = w
1026    = k    1000    = y    976    = k    950    = y
1024    = l     998    = z    974    = l    948    = z
1022    = m                   972    = m
```

```
Luftdruck wegen Schadens am Messgerät nicht messbar = x
```

Der zweite Buchstabe „D“ betraf die Windrichtung und ihre mögliche Änderung laut Tafel 2. Bezug für die Änderung der Windrichtung war die festgestellte Windströmung zum Zeitpunkt drei Stunden vor der aktuellen Messung. Dabei wurden drei Fälle unterschieden. Erstens, der Wind hat seitdem nach links gedreht, das ist der Fall I, wenn der Wind beispielsweise um 13:00 Uhr aus Nord (N) geweht hat und zum Beobachtungszeitpunkt um 16:00 Uhr aus Nordwest (NW) weht. Der Fall II betrifft keine Änderung der Windrichtung. Hat der Wind dagegen um 13:00 Uhr aus Südwest (SW) geweht und weht nun aus Nordwest, dann hat er nach rechts gedreht. Dies ist der Fall III. Als Sonderfall wurde Windstille oder schwacher umlaufender Wind betrachtet, und hierbei unterschieden, ob dieser Fall in den letzten drei Stunden eingetreten war oder, ob dies seit mehr als drei Stunden der Fall war.
```
           
Tafel 2
```

```
D = Windrichtung und Änderung der Windrichtung
```

```
Fall I            Fall II           Fall III
```

```
 N = a             N = b             N = c
NO = d            NO = e            NO = f
 O = g             O = h             O = i
SO = j            SO = k            SO = l
 S = m             S = n             S = o
SW = p            SW = q            SW = r
 W = s             W = t             W = u
NW = v            NW = w            NW = x
```

```
Windstille oder schwacher umlaufender Wind
in den letzten drei Stunden eingetreten = y
```

```
Windstille oder schwacher umlaufender Wind
             seit mehr als drei Stunden = z
```

Die Windstärke und ihre Änderung wurden nach Tafel 3 durch den dritten Buchstaben „F“ angegeben, wobei auch hier auf die Windstärke bei der letzten Beobachtung vor drei Stunden referenziert wurde.
```
           
Tafel 3
```

```
F = Windstärke und Änderung der Windstärke
```

```
Windstärke nach           I              II                III
   
Beaufort
           abgeflaut  Stärke nicht geändert  aufgefrischt
```

```
   1 – 2                  a              b                  c
       3                  d              e                  f
       4                  g              h                  i
       5                  j              k                  l
       6                  m              n                  o
       7                  p              q                  r
   8 – 9                  s              t                  u
 10 – 12                  v              w                  x
Windstille (0)            y              z
```

Die Himmelsbedeckung und die Wettererscheinungen gab der vierte Buchstabe „W“ über die Zuordnungen der Tafel 4 an.
```
           
Tafel 4
```

```
W = Himmelsbedeckung und Wettererscheinungen
```

```
wolkenlos                                           = a
bis 1/4 bedeckt                                     = b
1/4 bis 3/4 bedeckt, Haufenwolken                   = c
3/4 bis fast bedeckt, Schichtwolken                 = d
3/4 bis fast bedeckt, Haufenwolken                  = e
3/4 bis fast bedeckt, tiefe oder mittelhohe
                              Schichtwolken         = f
3/4 bis fast bedeckt, nur hohe Schichtwolken        = g
ganz bedeckt, tiefe oder mittelhohe Wolken          = h
ganz bedeckt, hohe Wolken                           = i
stark wechselnd bewölkt                             = j
dünner Nebel                                        = k
dichter Nebel                                       = l
Nebelschwaden                                       = m
Sprühregen                                          = n
leichter Regen                                      = o
mäßiger Regen                                       = p
starker Regen                                       = q
Schnee oder Schnee mit Regen gemischt               = r
Regenschauer                                        = s
Schneeschauer                                       = t
Durchzug ausgeprägter Regenböen                     = u
Durchzug von ausgeprägten Schnee- oder Hagelböen    = v
Gewitter                                            = w
Nach Durchgang einer Warmfront in den
                letzten drei Stunden                = x
Nach Durchgang einer Kaltfront in den letzten
                              drei Stunden          = y
Nach Durchgang einer 
Okklusion
 in den letzten
                              drei Stunden          = z
```

Als „BB“ schließlich war der Beobachtungsstandort, also die Position des Bootes, anhand der Wetterquadratkarte des Wetterkurzschlüssels (WKS) zu melden, während
das letzte Zeichen „U“ des Wetterkurzsignals eine Kennung für das Seegebiet nach der Wetterquadratkarte angab und zugleich die „Unterschrift“ des U-Bootes, also eine Kennung des Absenders, bedeutete.
Die so codierte Buchstabenfolge, beispielsweise für einen Wetterbericht mit folgendem Inhalt: „Luftdruck 1000 Millibar, Wind linksdrehend aus Südost, aufgefrischt, Windstärke 6, Regenschauer“ würde inklusive einer angenommenen Position (IU) und einer U-Boot-Unterschrift (W) wie folgt aussehen:
```
YJOS IUW
```

Wie alle von den deutschen U-Booten gefunkten Meldungen, wurden auch solche mithilfe des Kurier-Systems nach obigem Schema erzeugten Wetterkurzsignale nicht direkt, also im „Klartext“ gesendet, sondern vorab verschlüsselt. Dazu diente die Schlüsselmaschine ENIGMA-M4. Diese hätte die obige Buchstabenfolge beispielsweise in
```
DQEH ZYJ
```

umgewandelt. Als Morsezeichen dargestellt, entsprechen diese sieben verschlüsselten Buchstaben der folgenden Zeichenfolge:
```
-.. --.- . ....  --.. -.-- .---
```

Die Weicheisenelemente beim Kurier-Kurzzeichengeber (KZG 44/2) wären also nach folgendem Schema zu setzen gewesen:
```
110101001101101011001001010101000110110101001101011011001011011011
```

Dies sind 66 Zeichen (Bit) und hätte inklusive Vorsignal ein Kurier-Signal mit einer Zeitdauer von 97 ms + 20 ms + 66 · 4 ms + 1 ms = 382 ms ergeben.
Außer zur Übermittlung von Wetterkurzsignalen – wie beschrieben – war das Kurier-Verfahren auch für taktische Kurzsignale, wie Standortmeldungen, Treibstoff- und Torpedobestand, Kursangaben sowie Feindlage, vorgesehen.

## Wirkung
Im Gegensatz zu den üblichen ENIGMA-Funksprüchen, die eine Dauer von einigen zehn Sekunden bis wenige Minuten aufwiesen, waren Kurier-Kurzsignale aufgrund ihrer geringen Länge von weniger als einer halben Sekunde für die britischen Abhörstationen nur schwer wahrnehmbar. Sie hörten sich an wie eine der vielen typischen atmosphärischen Störungen (beispielsweise durch entfernte Gewitterblitze verursacht), die als kurzes Knacken in den Kopfhörern auftauchten und von den Horchposten subjektiv ausgeblendet wurden. An eine Einpeilung dieser kurzen Signale war kaum zu denken. Somit liefen die beiden wichtigsten Fähigkeiten der Alliierten im Kampf gegen die deutschen U-Boote, die von herausragender Bedeutung für den alliierten Sieg in der Schlacht im Atlantik waren, nämlich die Peilung der Positionen der U-Boote über Hochfrequenz-Ortung sowie die Entzifferung der deutschen Funksprüche, ins Leere. Wäre das Kurierverfahren früher als 1944 für die U-Boote eingeführt worden, so hätte dies massive Auswirkungen auf den Verlauf der Atlantikschlacht gehabt und möglicherweise sogar deren Ausgang beeinflusst.
Tatsächlich kam diese innovative Gegenmaßnahme jedoch zu spät, um noch wirksam zu werden. Ab Herbst 1944 bis zum Kriegsende wurden 30 Kurier-Einheiten fertiggestellt und das Verfahren wurde in mindestens 19 U-Booten erprobt (U 285, U 325, U 416, U 482, U 680, U 864, U 866, U 878, U 880, U 925, U 977(?), U 978, U 979, U 1055, U 1221(?), U 1223 sowie drei nicht genau bekannte Boote). Jedoch ist es vermutlich nur auf einem einzigen Boot im Fronteinsatz benutzt worden.
Aufgrund von entzifferten ENIGMA-Funksprüchen, in denen ab Mitte 1944 häufig vom Kurier-Verfahren die Rede war, kannten es die Alliierten bereits früh und gaben ihm den Decknamen „Squash“ (deutsch: „Matsch“). Es gelang den Briten noch in den letzten Kriegsmonaten, das deutsche Empfangsgerät im Wesentlichen zu rekonstruieren und Kuriersendungen aufzuzeichnen.
Der ausgewiesene Kryptologie-Experte und Historiker Ralph Erskine schätzt die mögliche Wirkung des Kurier-Verfahrens wie folgt ein: „Wäre Kurier auf U-Booten der Typen XXI und XXIII eingesetzt worden, hätten sich die Alliierten schwer damit getan, dieser massiven Bedrohung etwas entgegenzusetzen. [...] Das hätte nämlich dazu führen können, daß nachrichtendienstliche Erkenntnisse aus Funksprüchen von U-Booten dann nur noch in sehr begrenztem Umfang angefallen wären. [...] Selbst noch Mitte 1950 hatte das Peilnetz der US Navy Schwierigkeiten im Umgang mit Kurzsignalen vom Typ Kurier, da man diese Sendungen nicht gleichzeitig identifizieren, aufzeichnen und lokalisieren konnte, wenn die Frequenzen vorher nicht bekannt waren. Kurier war ein nahezu perfekter Wurf, der nur eine Schwäche hatte – die Beschränkung des Signals auf maximal sieben Buchstaben.“

## Belege
1. ↑  Hugh Sebag-Montefiore: ENIGMA – The battle for the code. Cassell Military, London 2004, ISBN 0-304-36662-5, S. 70 (Cassell Military Paperbacks).
2. ↑  Hugh Sebag-Montefiore: ENIGMA – The battle for the code. Cassell Military, London 2004, ISBN 0-304-36662-5, S. 225 (Cassell Military Paperbacks).
3. ↑  Hugh Sebag-Montefiore: ENIGMA – The battle for the code. Cassell Military, London 2004, ISBN 0-304-36662-5, S. 248 (Cassell Military Paperbacks).
4. ↑  Hugh Sebag-Montefiore: ENIGMA – The battle for the code. Cassell Military, London 2004, ISBN 0-304-36662-5, S. 274 (Cassell Military Paperbacks).
5. ↑  Arthur O. Bauer: Funkpeilung als alliierte Waffe gegen deutsche U-Boote 1939–1945. Selbstverlag, Diemen Niederlande 1997, ISBN 0-19-280132-5, S. 206.
6. ↑  Arthur O. Bauer: Funkpeilung als alliierte Waffe gegen deutsche U-Boote 1939–1945. Selbstverlag, Diemen Niederlande 1997, ISBN 0-19-280132-5, S. 208.
7. ↑  Dirk Rijmenants: Kurzsignale. (Englisch, abgerufen: 6. Juni 2011).
8. ↑  Arthur O. Bauer: Funkpeilung als alliierte Waffe gegen deutsche U-Boote 1939–1945. Selbstverlag, Diemen Niederlande 1997, ISBN 0-19-280132-5, S. 219.
9. ↑  Arthur O. Bauer: Funkpeilung als alliierte Waffe gegen deutsche U-Boote 1939–1945. Selbstverlag, Diemen Niederlande 1997, ISBN 0-19-280132-5, S. 225.